# 吉田昌郎
吉田昌郎（1955年2月17日—2013年7月9日）是日本核工程师。出生於大阪府。東京工業大學校友。2011年日本東北地方太平洋近海地震時，時任福島第一核電廠廠長。在地震引發的核事故中，負責第一線的搶救調度工作。

## 外部連結
- . kotobank （日语）.